# Alisa Volskaya
Alisa Volskaya (en russe : Алиса Вольская) est une personnalité publique russe et française née le 8 janvier 1988 à Léningrad .
Elle est connue pour diriger actuellement la Naked Heart Foundation en France, une organisation caritative fondée par la mannequin et philanthrope russe Natalia Vodianova.
Dans le cadre de ses projets médiatiques passés, Volskaya a collaboré avec des designers comme Jean-Charles de Castelbajac, Jean-Claude Jitrois et Paul Smith.

## Formation et carrière
Volskaya a étudié à l'Université Trent au Canada et à l'université d'État des sciences humaines de Russie à Moscou. Elle est titulaire d'une maîtrise en administration des affaires.
Volskaya est arrivée à Paris à l'âge de 24 ans, et a travaillé à Condé Nast International. Elle a organisé des partenariats entre des magazines et des designers comme Jean-Charles de Castelbajac, Jean-Claude Jitrois et Paul Smith.
Depuis 2015, Volskaya est la directrice exécutive de la Naked Heart Foundation (France), une association caritative fondée par le mannequin et philanthrope russe Natalia Vodianova,. Elle est membre du conseil consultatif de Parsons Paris,,. Volskaya a également fondé la société AVEC, qui a reçu le soutien d'Olivier Rousteing, de Giambattista Valli, de Sasha Luss et de Nour Arida,,.

## Vie personnelle
Volskaya travaille et vit actuellement à Paris. Elle possède la nationalité française depuis le 25 octobre 2019, après avoir résidé en France pendant 8 ans.